# Сенеслав
Сенеслав е войвода на Арджеш.
Споменава се в грамота на унгарския крал Бела IV, като такъв в Трансалпиния (Transalpina), т.е. Мунтения – през 1247 г.
Предполага се, че по това време влашката дунавска равнина все още е била обитавана от кумани и татари. Според някои историци, през 1270 – 1272 г. Литовой разширява властта си в Мунтения, след смъртта на Сенеслав. Други историци са на мнение, процесът на концентрация на властта във Влахия завършва едва по времето на Басараб. Трети изследователи идентифицират Сенеслав с Мишеслав. 